# Edwin Mosquera
Edwin Mosquera, né le 27 juin 2001 à Quibdó en Colombie, est un footballeur colombien qui évolue au poste d'ailier gauche à Atlanta United en MLS.

## Biographie

### En club
Né à Quibdó en Colombie, Edwin Mosquera est formé par l'Independiente Medellín. C'est avec ce club qu'il fait ses débuts en professionnel, le 16 août 2018, lors d'une rencontre de coupe de Colombie face au Once Caldas. Il entre en jeu à la place de Jean Carlos Blanco (en) et son équipe s'incline par un but à zéro.
Le 19 février 2020, Mosquera fait sa première apparition en Copa Libertadores, contre les Argentins de l'Atlético Tucumán. Il entre en jeu et son équipe s'impose par un but à zéro.
En janvier 2022, Edwin Mosquera rejoint le CA Aldosivi sous la forme d'un prêt. Il découvre la première division d'Argentine, jouant son premier match dans cette compétition le 11 juin 2022 face à l'Estudiantes de La Plata. Il entre en jeu ce jour-là et son équipe s'incline (0-1 score final).
Le 12 juillet 2022, Edwin Mosquera rejoint Atlanta United, franchise de Major League Soccer. Il signe un contrat de quatre ans.
Le 2 février 2023, Mosquera est prêté par Atlanta United au Defensa y Justicia jusqu'en décembre 2023.

### En sélection
Edwin Mosquera représente l'équipe de Colombie des moins de 20 ans, jouant deux matchs en 2020 et marquant un but avec cette sélection.